# 가고시마 요미우리 TV
가고시마 요미우라 TV는 1994년 4월 1일 가고시마현의 4번째 민영방송국으로 개국했으며 약칭은 KYT, 콜사인은 JOUI-DTV이다.

## 연혁
- 1992년 11월 24일 - 텔레비전 예비 면허 교부.
- 1993년 2월 9일 - 주식회사 가고시마 요미우리 TV 설립.
- 1994년 3월 23일 - 서비스방송 개시.
- 1994년 4월 1일 - 가고시마현내 4번째 민방 텔레비전 방송국으로서 개국하였으나 당시 중계국 숫자가 14개에 불과해 일부지역(주로 낙도)에서는 방송을 시청 할 수 없었다.
- 1996년 8월 28일 - 아마미지역의 큰섬에서 시청이 가능하게 된다.
- 1999년 1월 11일 - 요론섬에 중계국이 완성되면서 가고시마현 대다수 지역에 방송을 보낼 수 있게 되었다.
- 2006년 4월 1일 - 지상파 디지털 텔레비전 방송의 시험 전파 발사.
- 2006년 10월 2일 - 지상파 디지털 텔레비전 방송의 시험 방송을 개시.
- 2006년 11월 5일 - 지상파 디지털 텔레비전 방송의 서비스 방송을 개시.
- 2006년 12월 1일 - 지상파 디지털 텔레비전 방송과 원세그 본방송 개시.
- 2011년 7월 24일 - 지상파 디지털 텔레비전 방송 전환. 동시에 지상파 아날로그 텔레비전 본방송 종료.(7월 25일 완전 종료되었다.)

## 가고시마현의 니혼 TV 계열국
원래 가고시마현의 니혼 TV 계열 방송국은 1969년 개국한 가고시마 TV였으나 가고시마 TV는 개국 당초 후지 TV,TV 아사히 와와도 네트워크 관계를 맺고 있었고 각 방송국의 프로그램은시기에 따라 변동은 있었지만 거의 동등하게 방송되었지만 니혼 TV 프로그램 방송시간은 20 % 대에서 30 % 대에 머무르고 있었다.

그 후 가고시마현에 3번째 민영방송국을 개국할 수 있게 되면서 가고시마현은 당시 3번째 민영방송국 개국 준비중이었던 구마모토 현의 상황을 지켜보면서 방송국을 개국하기로 했고 그 결과 구마모토 현에 니혼 TV 계열국인 구마모토현민 TV가 개국하였고 이에 가고시마현에는 1982년 10월 1일 TV 아사히 계열국인 가고시마 방송이 개국하면서가고시마 TV는 니혼 TV,후지 TV와 크로스 네트워크 관계를 맺게 되었고 그로 인해 가고시마 방송 개국 이후 1992년 3월 29일까지 니혼 TV 프로그램을 우선적으로 방송하였다가1992년 4월과 10월에 이뤄진 프로그램 개편을 통해 가고시마요미우리TV 개국을 염두에 두고 후지 TV 프로그램 방송숫자를 늘려 후지 TV 중심으로 편성체제를 개편했다.

## 특징
- 가고시마현에서 마지막으로 개국한 민영방송국인 동시에, 니혼TV계열 방송국 중에서 가장 늦게 개국한 방송국이다.
- 오키나와섬 북부에서도 수신이 가능하다고 한다.[2]
- 개국 당초부터 몇 년간 본사 안에 요미우리 신문 가고시마 지국이 입주하고 있었다.(현재 지사는 가고시마 시내 중심부에 있는 임대빌딩으로 이전).

## 가고시마현에 있는 다른 텔레비전·라디오 방송국
- NHK 가고시마 방송국
- 미나미니혼 방송(MBC)(TV는 도쿄 방송 계열국, 라디오는 JRN&NRN계열국)
- 가고시마 방송(KKB)(TV 아사히계열）
- 가고시마 TV(후지 TV계열）
- FM가고시마(JFN 계열）